# Discografia de Lagum
A discografia de Lagum, uma banda brasileira, consiste em 5 álbuns de estúdio e 30 singles.

## Álbuns

### Álbuns de estúdio
| Álbum                                   | Detalhes                                                                                                | Certificações  |
| --------------------------------------- | --- | -------------- |
| Seja o Que Eu Quiser                    | - Lançamento: 8 de maio de 2016 - Formatos: CD, download digital, streaming - Gravadora: Independente   |                |
| Coisas da Geração                       | - Lançamento: 14 de junho de 2019 - Formatos: CD, download digital, streaming - Gravadora: Sony Music   | - PMB: Platina |
| MEMÓRIAS (de onde eu nunca fui)         | - Lançamento: 10 de dezembro de 2021 - Formatos: CD,download digital, streaming - Gravadora: Sony Music |                |
| Depois do Fim                           | - Lançamento: 14 de abril de 2023 - Formatos: Download digital, streaming - Gravadora: Sony Music       |                |
| As Cores, As Curvas e as Dores do Mundo | - Lançamento: 27 de maio de 2025 - Formatos: Download digital, streaming - Gravadora: A Ilha Records    |                |

### Álbuns Ao Vivo
| Álbum         | Detalhes                                                                                             |
| ------------- | --- |
| Lagum Ao Vivo | - Lançamento: 14 de dezembro de 2023 - Formatos: Download digital, streaming - Gravadora: Sony Music |

### Extended plays(EPs)
| Álbum | Detalhes                                                                                          |
| ----- | ------------------------------------------------------------------------------------------------- |
| FIM   | - Lançamento: 16 de março de 2023 - Formatos: download digital, streaming - Gravadora: Sony Music |

## Singles
| 2015                                                                           | "Sem Hora"                               | —  |                    | #NewActs, Vol. 1                |
| 2017                                                                           | "Deixa"                                  | —  |                    | Não adicionado a nenhum álbum   |
| 2017                                                                           | "A Gente Nunca Conversou"                | —  |                    | Não adicionado a nenhum álbum   |
| 2017                                                                           | "Telefone"                               | —  |                    | Não adicionado a nenhum álbum   |
| 2017                                                                           | "Eu Não Valho Nada"                      | —  | * PMB: 2x Platina  | Não adicionado a nenhum álbum   |
| 2018                                                                           | "Não Vou Mentir"                         | —  |                    | Não adicionado a nenhum álbum   |
| 2018                                                                           | "Deixa" (com Ana Gabriela)               | —  | - PMB: 2x Diamante | Não adicionado a nenhum álbum   |
| 2018                                                                           | "Samba"                                  | —  | - PMB:Ouro         | Não adicionado a nenhum álbum   |
| 2018                                                                           | "Bem Melhor"                             | —  | - PMB: Platina     | Não adicionado a nenhum álbum   |
| 2018                                                                           | "Eu Admito"                              | —  | * PMB: Ouro        | Não adicionado a nenhum álbum   |
| 2019                                                                           | "Detesto Despedidas"                     | —  | * PMB: Platina     | Coisas da Geração               |
| 2019                                                                           | "Chegar de Manso"                        | —  | * PMB: Ouro        | Coisas da Geração               |
| 2019                                                                           | "Oi"                                     | 77 | - PMB: 3x Platina  | Coisas da Geração               |
| 2019                                                                           | "Andar Sozinho" (part. Jão)              | —  | * PMB: Platina     | Coisas da Geração               |
| 2020                                                                           | "Hoje Eu Quero Me Perder"                | 71 | - PMB: Platina     | Não adicionado a nenhum álbum   |
| 2020                                                                           | "Será" (part. Iza)                       | —  | - PMB: Platina     | Não adicionado a nenhum álbum   |
| 2020                                                                           | "Ninguém me Ensinou"                     | —  | - PMB: Platina     | Memórias (De Onde Eu Nunca Fui) |
| 2021                                                                           | "Musa do Inverno"                        | 63 | - PMB: Ouro        | Memórias (De Onde Eu Nunca Fui) |
| 2021                                                                           | "Eu e Minhas Paranoias"                  | —  |                    | Memórias (De Onde Eu Nunca Fui) |
| 2021                                                                           | "Eta Menina" (part. L7nnon e Mart'nália) | —  |                    | Memórias (De Onde Eu Nunca Fui) |
| 2021                                                                           | "Descobridor"                            | —  |                    | Memórias (De Onde Eu Nunca Fui) |
| 2021                                                                           | "Veja Baby"                              | —  |                    | Memórias (De Onde Eu Nunca Fui) |
| 2022                                                                           | "EU TE AMO"                              | —  |                    | Não adicionado a nenhum álbum   |
| 2022                                                                           | "Caixa Postal"                           | —  |                    | Não adicionado a nenhum álbum   |
| 2022                                                                           | "Universo de coisas que eu desconheço"   | —  |                    | Não adicionado a nenhum álbum   |
| 2023                                                                           | "Olha Bela"                              | —  |                    | Não adicionado a nenhum álbum   |
| 2023                                                                           | "Céu Rosé"                               | —  |                    | Não adicionado a nenhum álbum   |
| 2023                                                                           | "Canoa"                                  | —  |                    | Não adicionado a nenhum álbum   |
| 2024                                                                           | "Curva da Ladeira"                       | —  |                    | Não adicionado a nenhum álbum   |
| 2025                                                                           | "Meu Esquema"                            | —  |                    | Não adicionado a nenhum álbum   |
| "—" denota canções que não entraram nas paradas ou não foram lançados no país. |                                          |    |                    |                                 |